# Conocyema polymorpha
Conocyema polymorpha is een soort in de taxonomische indeling van de Rhombozoa. Deze minuscule, wormachtige parasieten hebben geen weefsels of organen en bestaan uit slechts enkele tientallen cellen.
Het organisme behoort tot het geslacht Conocyema en behoort tot de familie Conocyemidae. De wetenschappelijke naam van de soort werd voor het eerst geldig gepubliceerd in 1882 door van Beneden.